# Лейденский Арат

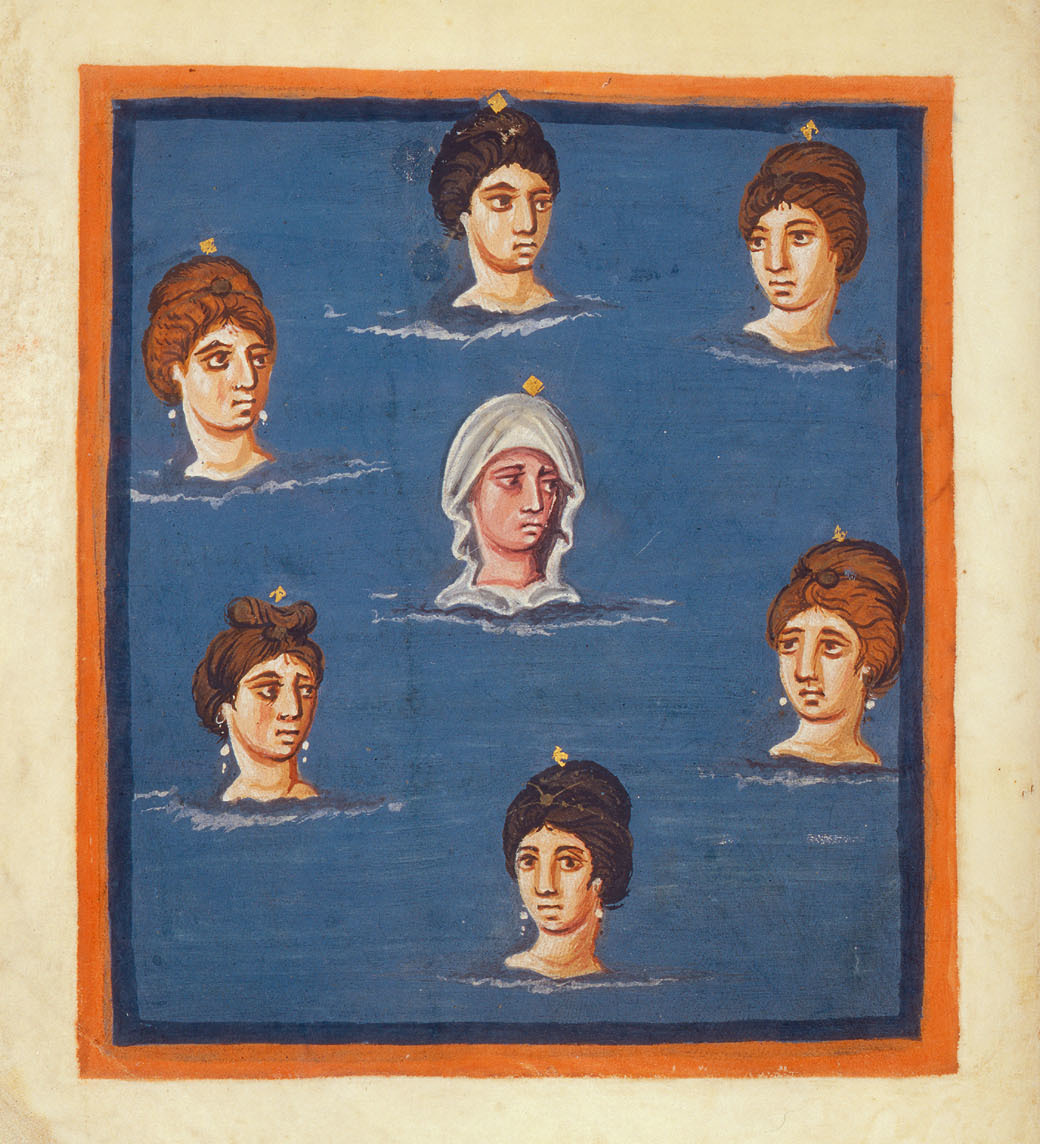
Лист 42 рукописи с изображением Плеяд

Лейденский Арат (лат. Leiden Aratea, каталожное обозначение VLQ 79) — иллюминированная рукопись «Явлений» Арата из Сол в латинском переводе Германика, выполненная, вероятно, в первой трети IX века. Яркий памятник книжного искусства Каролингского возрождения, полностраничные миниатюры, возможно, восходят к древнему прототипу. Сохранилось 35 полностраничных иллюстраций, причём их лицевая сторона не заполнена текстом.
В составе рукописи сохранилось 99 листов, 35 из которых заполнены иллюстрациями. Судя по характеру повреждений и нумерации страниц, утрачены 4 листа с миниатюрами. В пользу копирования древнего прототипа свидетельствует формат страниц (близкий к квадратному, равный 225 × 200 мм), а также стиль оформления, напоминающий сохранившиеся иллюминированные рукописи V века. Однако фоны выполнены не в пурпуре, а в индиго, а звёзды исполнены золотом. Предположительно, рукопись была создана в Лотарингии (возможно, в Меце) по заказу императора Людовика Благочестивого или его второй жены Юдифи Баварской. Датировка дискутируется, чаще всего приводится период 825—840 годов, однако Ричард и Марко Мостерт приводят аргументы в пользу того, что рукопись была создана уже в 816 году.
Красота убранства и популярность текста привела к тому, что к 1000 году на территории северной Франции было выполнено две копии манускрипта. В 1573 году он был заново обнаружен в Генте Якобом Сузиусом, а в 1600 году рукопись приобрёл Гуго Гроций, использовав его для собственного издания поэмы Арата (Syntagma Arateorum). Далее рукопись перешла в собственность Христины Шведской, потом стала частью библиотеки собирателя рукописей Исаака Восса. После его смерти в 1689 году рукопись перешла в собственность собрания Лейденского университета. В настоящее время манускрипт оцифрован, но доступ к оцифрованной версии ограничен.

## Избранные миниатюры

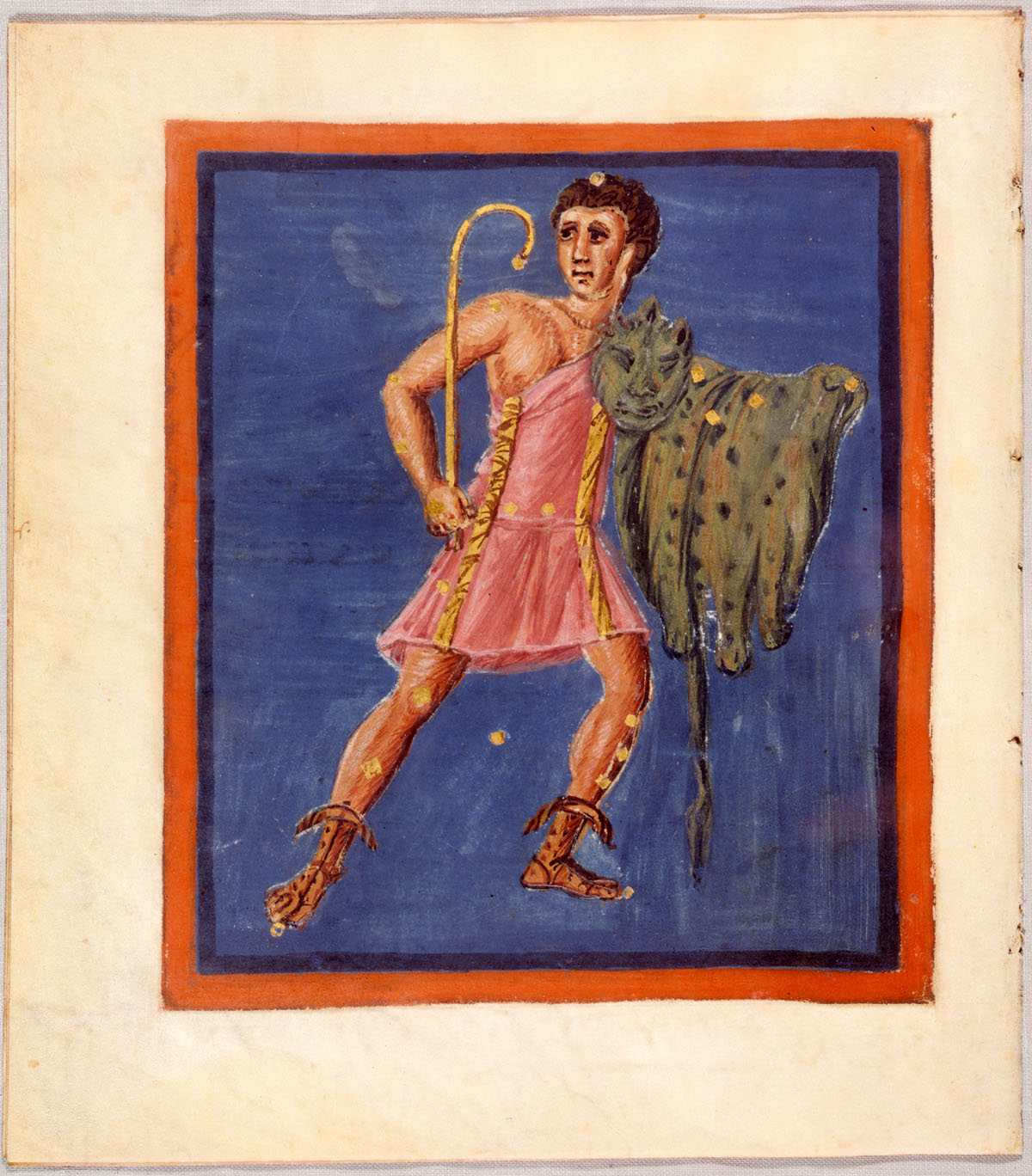
Лист 6. Геркулес
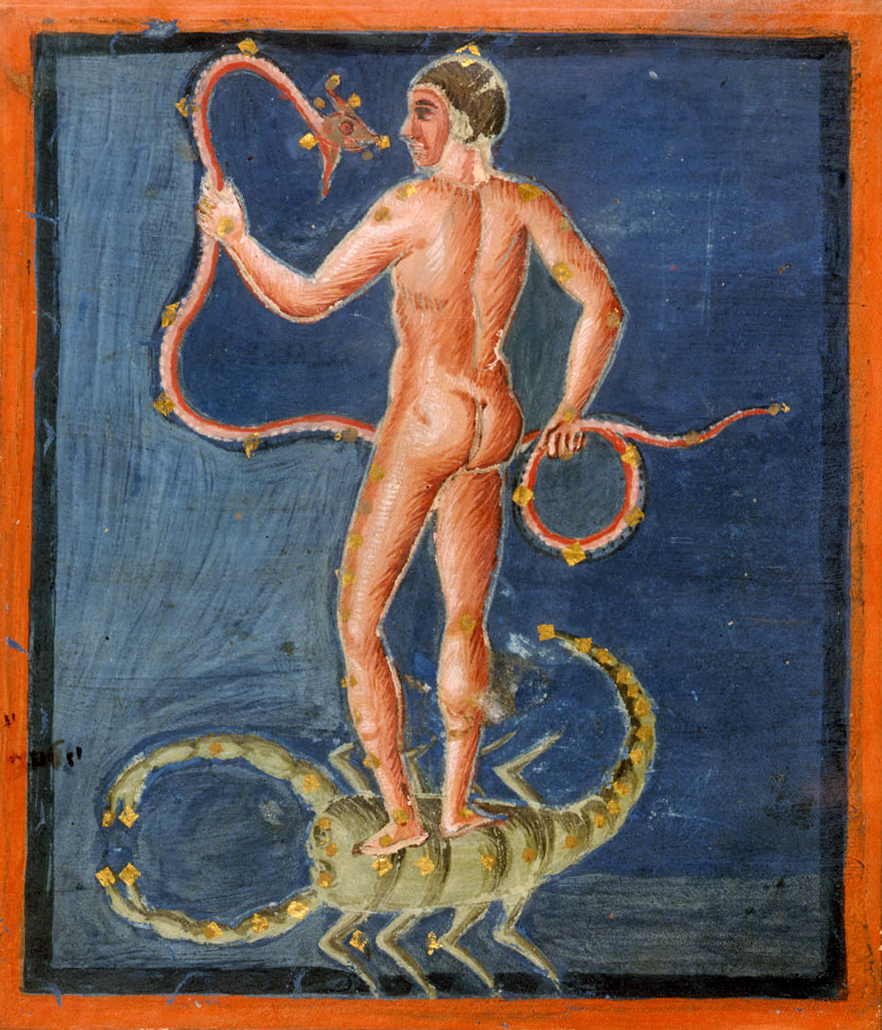
Лист 10. Змееносец, Змея и Скорпион
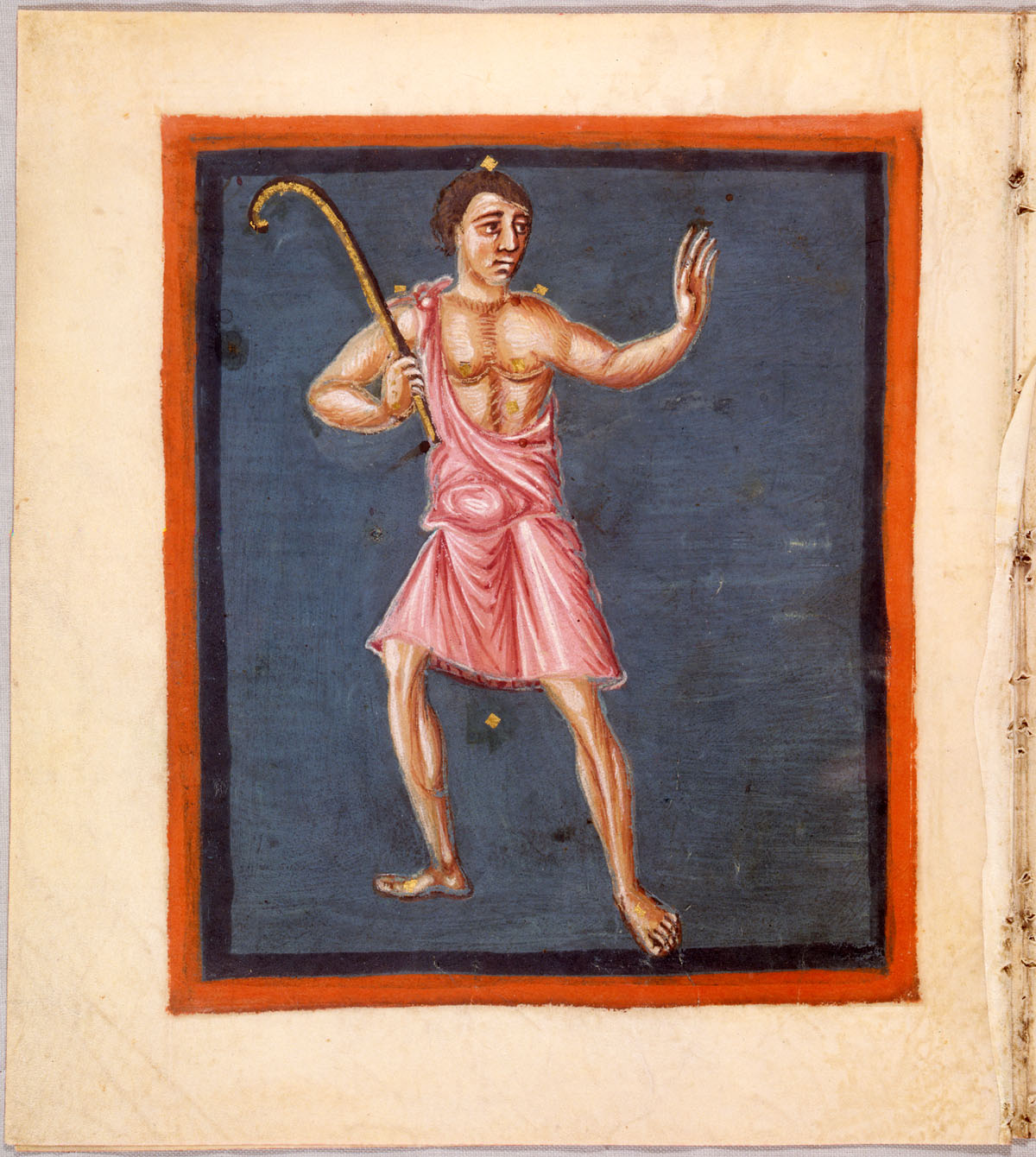
Лист 12. Волопас
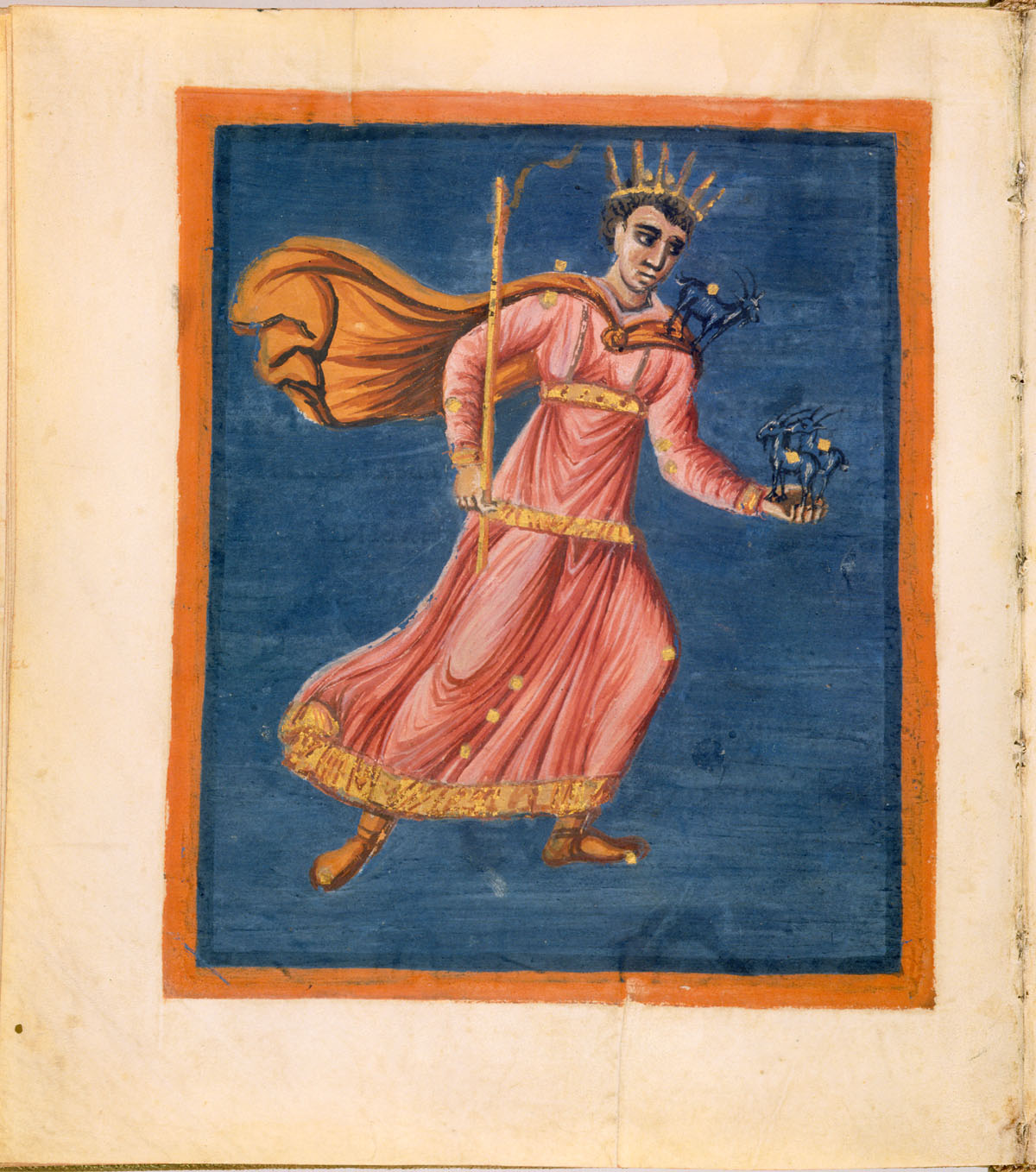
Лист 22. Возничий
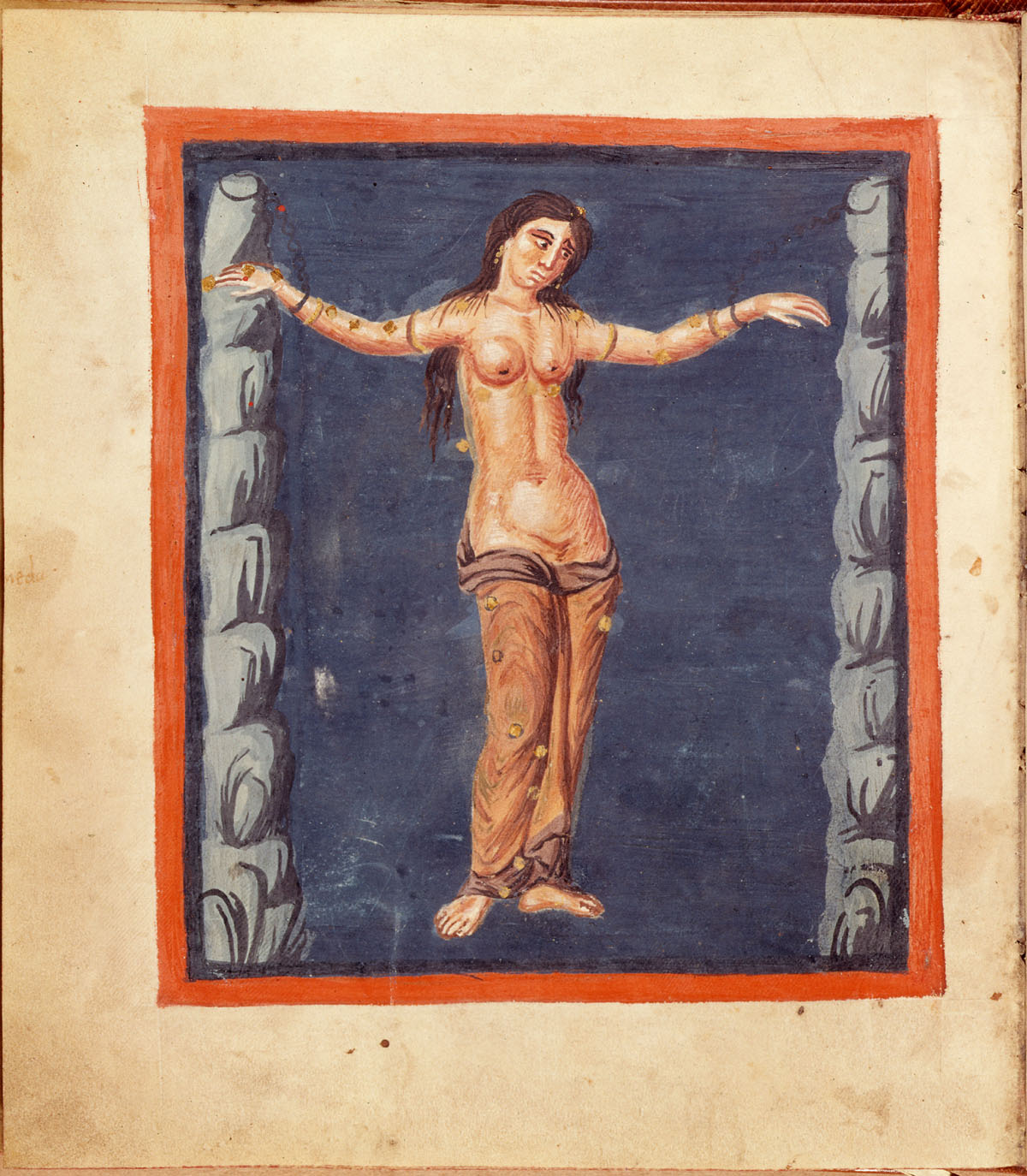
Лист 30. Андромеда